# 007 황금총을 가진 사나이
《007 황금총을 가진 사나이》(The Man with the Golden Gun)는 1974년에 개봉한 《007 시리즈》 영화이다.

## 줄거리
첩보 요원 제임스 본드는 '황금총을 가진 사나이'로 알려진 암살자 프란시스코 스카라망가를 추적하라는 임무를 받는다. 동시에, 당시 에너지 위기에 대한 해결책으로 여겨지던 '솔렉스 아지테이터'라는 혁신적인 장치를 확보해야 한다. 스카라망가는 뛰어난 사격 실력을 가진 숙련된 암살자로, 본드와 대등한 능력을 지녔으며, 두 사람은 쫓고 쫓기는 추격전을 벌인다.
본드는 스카라망가의 흔적을 따라 베이루트, 마카오, 홍콩을 거쳐 태국 방콕까지 가게 된다. 그 과정에서 스카라망가의 정부인 안드레아 앤더스와 협력하기도 하지만, 앤더스는 스카라망가에게 살해당한다. 본드는 스카라망가의 음모를 파헤치고 솔렉스 아지테이터를 손에 넣기 위해 스카라망가의 사업 파트너인 하이 팻의 집으로 위장 잠입하지만, 오히려 붙잡혀 무술 학교에서 죽을 위기에 처한다. 간신히 탈출한 본드는 조수 메리 굿나이트와 합류하여 스카라망가를 추적한다.
스카라망가는 하이 팻을 살해하고 그의 제국과 솔렉스 아지테이터를 차지한다. 본드는 솔렉스 아지테이터를 빼돌려 자신의 조수 굿나이트에게 전달하지만, 굿나이트는 스카라망가에게 납치당한다. 본드는 굿나이트를 구하기 위해 스카라망가가 있는 섬으로 향하고, 그곳에서 스카라망가는 본드에게 결투를 제안한다. 두 사람의 결투는 스카라망가의 비밀 저택에서 이어지고, 본드는 기지를 발휘해 스카라망가를 처치하고 솔렉스 아지테이터를 되찾는다. 하지만 이 과정에서 스카라망가의 기지가 파괴되고, 본드는 굿나이트와 함께 탈출한다. 마지막으로 스카라망가의 조수인 닉낵의 공격을 막아낸 후, 본드는 굿나이트와 함께 로맨틱한 시간을 보낸다.

## 출연

### 주연
- 로저 무어

### 조연
- 크리스토퍼 리
- 브릿 에클랜드
- 마우드 아담스
- 오순택

## 기타
- 원작자: 이언 플레밍
- 협력프로듀서: 찰스 옴므
- 미술: 피터 멀톤
- 의상: 엘사 페넬

## 한국판 성우진

### MBC (2000년 1월 29일)
- 양지운 - 제임스 본드(로저 무어)
- 강구한 - 스카라망가(크리스토퍼 리)
- 윤소라 - 안드레아(마우드 아담스)
- 탁원제 - M(버나드 리)
- 김태훈
- 박태호
- 김용식
- 이종혁
- 안지환
- 박조호
- 박소라
- 정남
- 최수진
- 송준석
- 이상훈
- 한수림
- 박선영
- 최한